# Comostola minutata
Comostola minutata är en fjärilsart som beskrevs av Druce 1888. Comostola minutata ingår i släktet Comostola och familjen mätare. Inga underarter finns listade i Catalogue of Life.